# ルイス・スローティン
ルイス・アレクサンダー・スローティン（Louis Alexander Slotin、1910年12月1日 - 1946年5月30日）は、カナダの物理学者、化学者。
マンハッタン計画に参加し、ウランとプルトニウムの臨界量の測定に携わった。第二次世界大戦中、スローティンはロスアラモス国立研究所で研究を続けた。
1946年5月21日、スローティンは誤って核分裂反応を発生させてしまい、大量の放射線を浴びた。彼は病院に運ばれたが、9日後に急性放射線症候群で亡くなり、歴史上2人目の臨界事故における死者となった。スローティンは、同僚を事故に巻き込まないために素早い対応を取ったことから、アメリカ合衆国政府によって英雄として賞賛された。この事故とその後は、何度もドラマ化された。

## 生い立ち
スローティンは、ロシア帝国によるポグロムから逃れマニトバ州ウィニペグに亡命したイディッシュ語話者のイスラエル・スローティンとソニア・スローティンの間の3人の子供の長男として生まれた。彼は、東欧からの移民の多いウィニペグの北端で育った。小学校から高校まで、成績はずば抜けていた。弟のサムはのちに「兄は長い時間勉強することを可能にする情熱を持っていた」と回想している。
16歳のとき、スローティンはマニトバ大学に入学し、科学を学んだ。学生時代、彼は物理学と化学の両分野で大学の金メダルを受賞した。1932年には地質学の学士号、1933年には修士号を取得した。その後、彼は電気化学と光化学の専門家であるアーサー・ジョン・アルマンドの下で、キングス・カレッジ・ロンドンのフェローとなった。

### キングス・カレッジ
キングス・カレッジでは、アマチュア・ボクサーとして大学のバンタム級チャンピオンとなった。のちに彼はスペイン第二共和政のために戦うことを希望し、イギリス空軍の戦闘機乗りとなった。ロベルト・ユンクは、マンハッタン計画について初めて書かれた著書Brighter than a Thousand Suns: A Personal History of the Atomic Scientistsの中で、「（スローティンは）政治的信念というよりもスリルを求めるためにスペイン内戦に志願した。彼はしばしば対空狙撃手から狙われて非常に危ない目にあった」と記した。のちのインタビューの中でサムは「（兄は）スペインに旅行に行っただけで戦争に参加しているとは思っていなかった」と語った。スローティンは、1936年に"An Investigation into the Intermediate Formation of Unstable Molecules During some Chemical Reactions."という題の論文で物理化学の博士号を取得した。その後、彼はダブリンのグレートサザンレールウェイでニッケル亜鉛電池の研究を行った。

## 研究

### シカゴ大学
1937年、彼はカナダの国家研究会議への公募に漏れ、シカゴ大学の研究員となった。ここでスローティンは初めて核化学と出会い、アメリカ合衆国中西部での最初のシンクロトロンの建設に参加した。しかし給料は低く、スローティンの父は2年間も彼を援助しなければならなかった。1939年から1940年まで、スローティンは生化学者のアール・エヴァンズとともに、シンクロトロンで放射性炭素（炭素14、炭素11）を作成した。2人は炭素11を用い、植物細胞は炭素固定によって二酸化炭素を炭水化物生合成に用いていることを示した。
1942年12月2日、エンリコ・フェルミによる最初の原子炉シカゴ・パイル1号の立ち上げに関わった。この間、スローティンは放射線生物学の分野での何本かの論文に貢献した。彼の専門性はアメリカ合衆国政府の目に留まり、マンハッタン計画に招聘された。スローティンは、のちのノーベル賞受賞者ユージン・ウィグナーの下でプルトニウム製造の研究を行い、オークリッジ国立研究所に移った。さらに1944年12月にロスアラモス国立研究所に移り、ロバート・バッチャーの研究グループに加わった。

### ロスアラモス
ロスアラモス国立研究所において、スローティンの役割は危険な臨界実験であった。最初はオットー・ロベルト・フリッシュの下でウランを用いた実験に従事し、のちにプルトニウムを使うようになった。臨界量を確立するため、核分裂物質の量を臨界を起こすレベル近くまで上げる臨界実験を科学者の、リチャード・ファインマンがその危険性の高さを示唆した「眠った龍の尾をくすぐる」という言葉を引用して、「龍の尾をくすぐる」と表わしていた。1945年7月16日、スローティンは、人類最初の核実験であるトリニティ実験のコアを作成した。著名な核物理学者のエンリコ・フェルミはスローティンの無謀さに悩まされ、あるとき彼に「そのまま実験を続けると1年以内に死ぬぞ」と注意したが、スローティンは動じなかった。彼は試験をすでに40回以上も行っており、その核兵器製造における経験から、後に「アメリカ合衆国の兵器製造長」として知られるようになった。。
1945年8月21日、スローティンと近しい同僚の1人で研究助手であったハリー・ダリアンは臨界実験を行っていた際、デルタ段階にあった6.2kgのプルトニウム爆弾のコアに中性子反射体である重い炭化タングステンの塊を誤って落とした。これによりプルトニウムが臨界状態に達して核分裂を起こし、24歳のダリアンは大量の中性子線を浴びた。のちの評価では、中性子線自体は致死的な量ではなかったと評価されたが、彼は前の実験の解体の際にガンマ線とベータ線にも被曝していた。彼は急性放射線障害にかかり、約1か月後の9月15日にロスアラモスの地下の病院で死亡した。
戦後、スローティンは自身が関わってきた計画への軽蔑を表わし始めるようになった。彼は「私は海軍の試験に巻き込まれたが、非常に不愉快であった」と語った。スローティンにとって不幸なことに、ロスアラモスにおける彼の貢献は依然として必要とされ、彼曰く「爆弾の研究のために残されたわずかな中の1人」になってしまった。彼は、シカゴ大学での生物物理学と放射線物理学の研究の再開を希望し、アルヴィン・グレイヴスの研究を引き継ぐための準備を始めた。
1945年から1946年の冬、スローティンの大胆な行動により、彼の何人かの同僚はショックを受けた。彼はオークリッジ国立研究所のクリントン・パイル原子炉が停止するまでの数日を待たず、原子炉稼働中に水面下6フィートの場所にある機器の修理を行った。彼は線量計をつけていなかったが、その線量は少なくとも100レントゲンと評価された。これはもし急性であれば、急性放射線被曝の症状が出ていた量である。

## 臨界事故

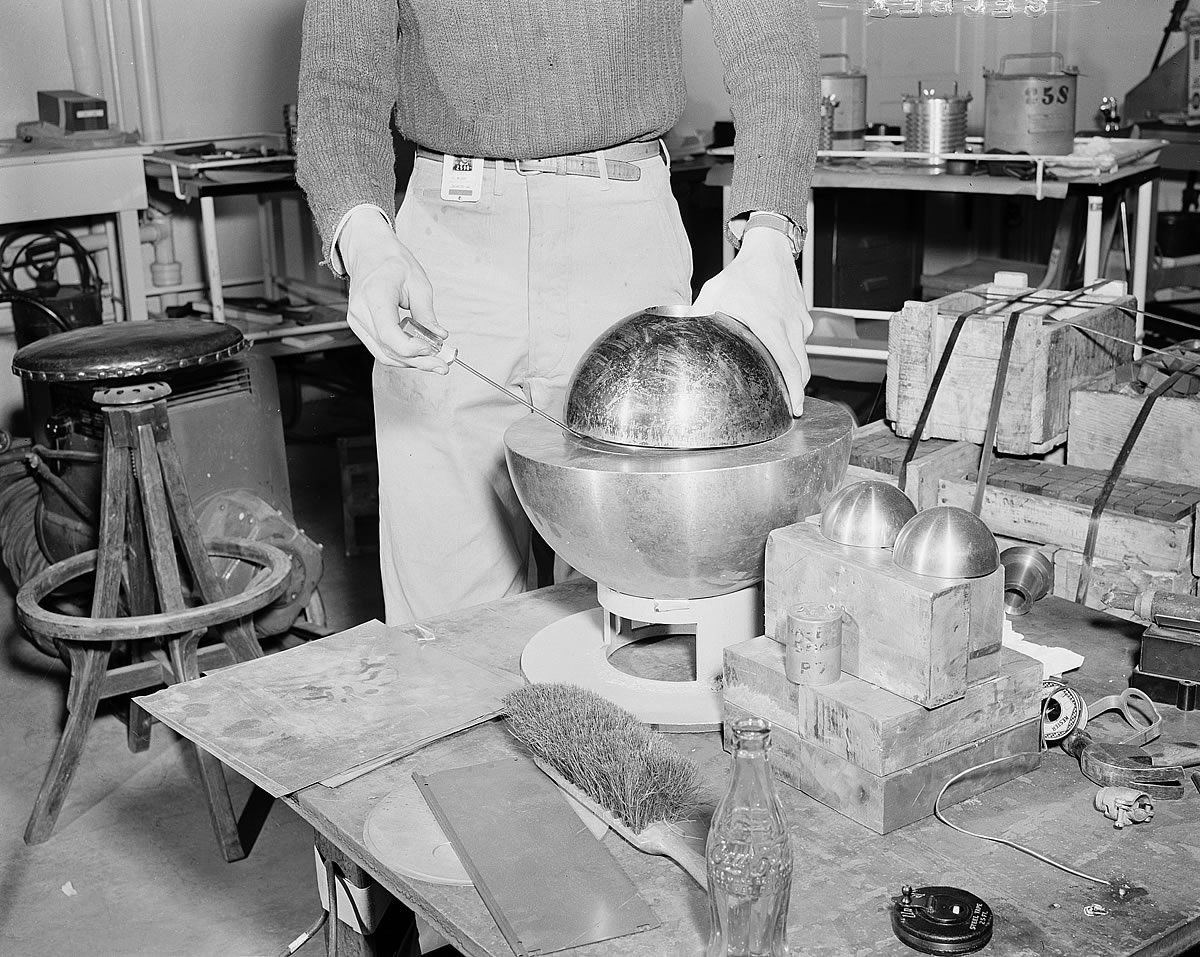
スローティンの事故の再現。デーモン・コアはベリリウム製の半球の右にある半球と同じ大きさである

1946年5月21日、7人の同僚が見守るなかで、スローティンはプルトニウムコアの周りに2つの半球形のベリリウム（中性子反射体）を配置し、核分裂反応の最初のステップを起こす実験を行った。この実験では、ハリー・ダリアンが事故を起こしたのと同型の6.2kgのプルトニウムコアが用いられ、これはのちに「デーモン・コア」と呼ばれるようになった。スローティンは、通常用いられるシムを取り除いたうえで、上側の9インチのベリリウム半球を左手で掴み、右手のスクリュードライバーの刃を使って、半球同士が接触しないよう保持した。スクリュードライバーを用いるのは、通常の実験手順ではなかった。。
午後3時20分、スクリュードライバーが手から滑り落ち、上半分のベリリウム球が落下して、いわゆる即発臨界が生じ、大量の放射線が発生した。このとき部屋にいた科学者は、イオン化された空気が青く光るのを目撃し、熱波を感じた。さらに、スローティンは口の中に酸味を感じ、左手に強い火傷の感覚を感じた。スローティンは本能的に左手を上に動かし、上半分のベリリウム球を持ちあげて床に落とし、反応を終わらせた。しかし、彼はすでに致死量の中性子線を浴びていた。
スローティンは建物を離れるとすぐに、放射線障害の症状である吐き気を催した。同僚はすぐに彼を病院に連れて行ったが、すでに回復不可能なまでになっていた。彼の両親は、息子の死が避けられないという連絡を受け、米軍機で渡米した。数人の志願者が輸血のために血液を提供したが、この努力も無駄に終わった。スローティンは上半身と左腕の熱傷、多臓器不全などの症状に襲われ、酸素テントに入れられた。そしてスローティンは9日後の5月30日に両親が見守る中で死亡し、1946年6月2日にウィニペグの墓地に埋葬された。
このとき使われたコアは、クロスロード作戦の3回目のチャーリー(Charlie)実験で使用される予定であったが、実験は中止され最終的には別なコアへと作り替えられた。スローティンの実験は、爆発実験を行う前の最後になるはずのもので、また臨界に達する能力を実験する最後になるはずのものであったと言われている。
7人の目撃者のうち、2人は急性放射線障害にかかったが回復した。数年後、目撃者の3人とダリアンの事故の際に現場近くにいた警備員が放射線によるものとして知られる症状で亡くなった。このうちのいくつかは確率的なものにすぎない可能性もあるが、サンプル数が少なく確定的な結論を出すことはできない。

### 放射線量

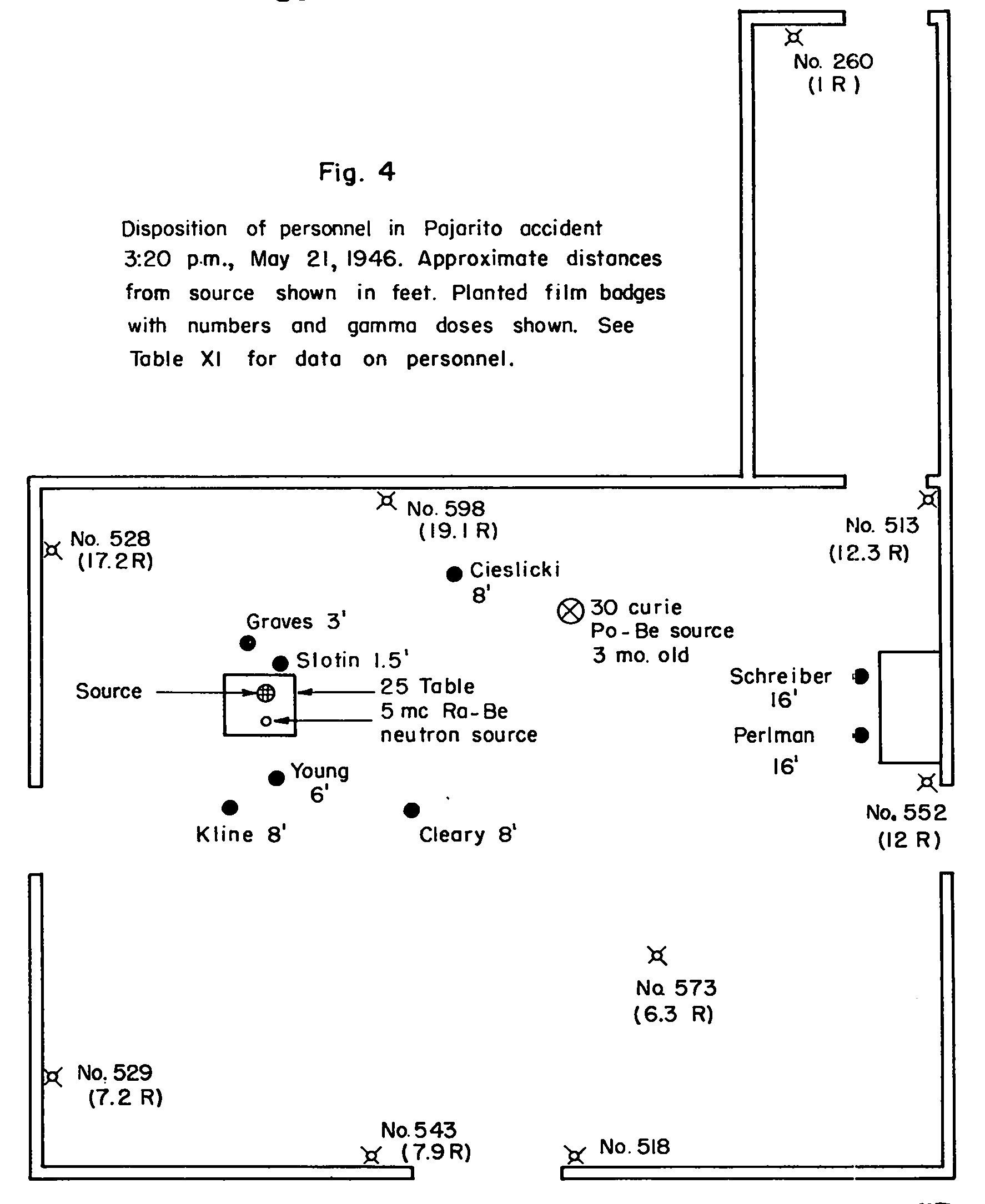
医師が被ばく量を評価した際に用いたスケッチ

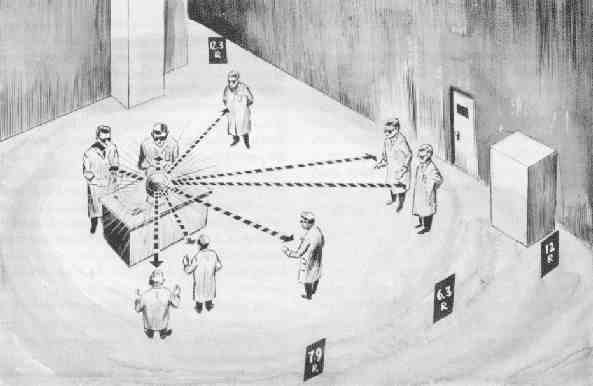
上のスケッチを元に描いた絵

この2つの事故で受けた放射線量は、正確には分かっていない。放射線量の大部分は中性子線によるもので、これは当時の線量計測器では測定することができなかった。また、事故時、実験者は線量計やフィルムバッジなどを身につけておらず、万一の事故のためにテーブルの下に置いておかなければならないことになっていたバッジも見当たらなかった。壁に掛けられた災害用バッジがガンマ線に関するいくらか有用なデータを提供するだけであった。
1948年、さまざまな仮定に基づいたこの事故における放射線量の「暫定的な」評価が行われたが、この評価のいくつかは今日ではまったく間違っていることが知られている。個人線量計がなかったことから、評価者は犠牲者の血液と尿中のナトリウムの活性化を主要なデータとして用いた。この活性化は中性子線の影響によるものであったが、すべての線量はガンマ線とX線に換算された。彼らは、ダリアンとスローティンが浴びた線量はそれぞれガンマ線当量で290と800レントゲン(R)に相当すると推定した。最小推定値と最大推定値は、それぞれこの値の50%と200%である。また同じ報告書では、この線量を80keVの軟X線とガンマ線の混合放射線に相当するとしており、こちらの方がガンマ線当量よりも実態に近いとしている。このモデルでは等価X線の方が強いが、ガンマ線が体全体を透過するのに対し、線源に向いた表面の組織に集中するとされる。スローティンの等価線量は、X線として1930R、ガンマ線として114R、ダリアンの等価線量はX線として480R、ガンマ線として110Rと評価された。
近年では、線量評価は当時と非常に異なった方法で行われている。等価線量はレントゲン単位では表さず質量当たりの因子として計算され、近年の評価では、スローティンの浴びた線量は287ラドから21シーベルトとされる。もっとも信頼できる1978年のロスアラモスのメモでは、スローティンの被曝線量を10+1.14グレイ、ダリアンの被曝線量を2+1.1グレイと評価している。これらの値は、彼らの経験した症状とも一致している。

## 遺産
この事故により、ロスアラモスにおける研究所内でのすべての臨界実験は終了し、これ以降の臨界実験は、実験者が安全な遠隔地からゴディバ実験装置のような装置を用いて遠隔操作で行うこととなった。
1946年6月14日、Los Alamos Timesの副編集長トーマス・P・アシュロックは、『スローティンへの賛辞』(Slotin – A Tribute)と題する次のような詩を捧げた。

May God receive you, great-souled scientist!

While you were with us, even strangers knew

The breadth and lofty stature of your mind

Twas only in the crucible of death

We saw at last your noble heart revealed.

このときの公式発表では、スローティンは上半球を素早く遠ざけることによって臨界反応を終わらせ、部屋にいた7人の同席者を救った英雄とされ、「スローティン博士の自分の命をかけた素早い反応が事故のより深刻な発展を阻止し、一緒に研究を行っていた7人の研究者の命が救われ、重傷者も出さなかった」と書かれた。しかし、この事故の目撃者の1人であるレーマー・E・シュライバーは数十年後、スローティンは不適切で危険な手順をとり、研究室にいた他の研究者まで危険に合わせたと主張した。ロバート・B・ブロードは、1946年からそのような噂を報じていた。
1948年、ロスアラモスとシカゴ大学でのスローティンの同僚らは、ロバート・オッペンハイマーやノーベル賞受賞者のルイス・ウォルター・アルヴァレズ、ハンス・ベーテなどの著名な科学者が物理学の講義を行うためのルイス・A・スローティン記念財団（Louis A. Slotin Memorial Fund）を設立した。この記念財団は1962年まで続いた。
2002年には、1995年にスペースウォッチによって発見された小惑星が、彼の名前にちなんでスローティンと名付けられた。

### 反応度単位ドル
WeinbergとWignerによると、通常の臨界から即発臨界に達するまでに必要な反応度を「ドル（dollar）」と呼ぶことを最初に提案したのはスローティンであった。ドルの100分の1の単位は「セント（cent）」と呼ばれる。

### フィクションとノンフィクション
この事故は少なくとも3本の映画で詳細に描かれている。1989年の映画『シャドー・メーカーズ』ではポール・ニューマンが主演を務め、マンハッタン計画を描いている。この映画では、ジョン・キューザックがスローティンをモデルにしたマイケル・メリマン（Michael Merriman）という架空の人物を演じ、最初の原子爆弾が試験されるのと同時に臨界事故を起こす。メリマンが放射線障害により死亡するシーンは、爆弾の試験のシーンの間にインターカットとして挟まれ、核爆弾の恐ろしさを効果的に伝えている。スローティンの死は、Canwest GlobalとGreat North Productionsが制作した1999年のドキュメンタリーTickling the Dragon's Tail: The Mystery of Louis Slotinの主題にもなっている。この映画は、アルバータ映画賞で最優秀編集賞を受賞した。
この事故は、放射線障害に苦しむ核科学者の最後の数日間を描いたデクスター・マスターズによる1955年の小説The Accidentでも詳細に記述されている。また、1987年のテレビシリーズRace for the Bomb7でも登場人物としてスローティンが登場している。1955年の小説のほか、この事故はアメリカの核兵器開発を扱った10数本のフィクション、ノンフィクションの本に登場している。その中には、1960年代の子供向けの短編読み物The Dragon's Tail: Americans Face the Atomic Ageなどがある。
さらに、デヴィッド・P・ムーアが監督を務めた2001年のオフ・ブロードウェイの演劇Louis Slotin Sonataもこの臨界事故から着想を得ている。作者のポール・ムリンはこの劇で1946年5月21日の状況をそのまま再現している。
スターゲイト SG-1シーズン5の第109話『友よ 永遠に』(Meridian)では、ダニエル・ジャクソン博士が架空の同位体ナクアドリア（Naquadria）の臨界事故による大惨事を防ぐため、素手で装置の上半分を取り除き、放射線に被曝する場面が描かれている。彼はのちに、このけがが原因となり死亡している。